# Каліфорнійська течія

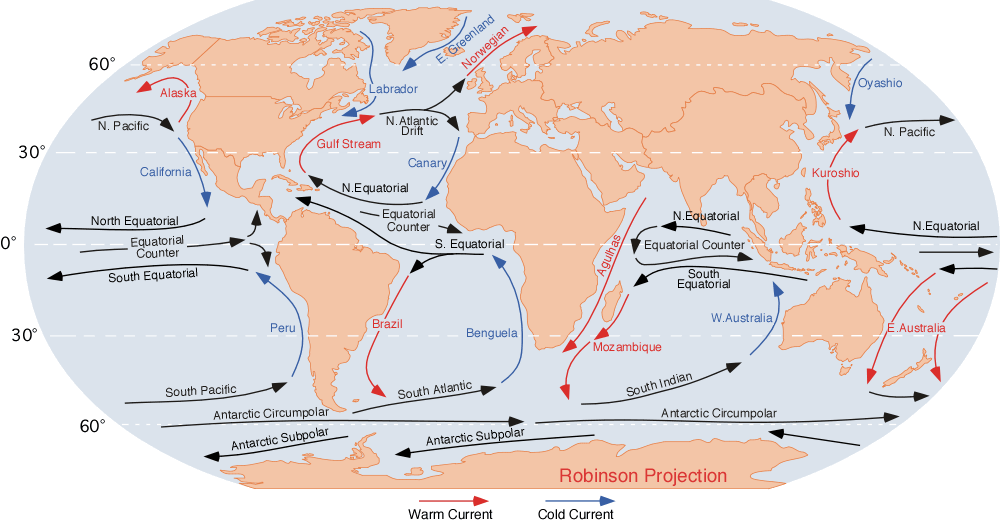
Океанічні течії, Каліфорнійська течія синя

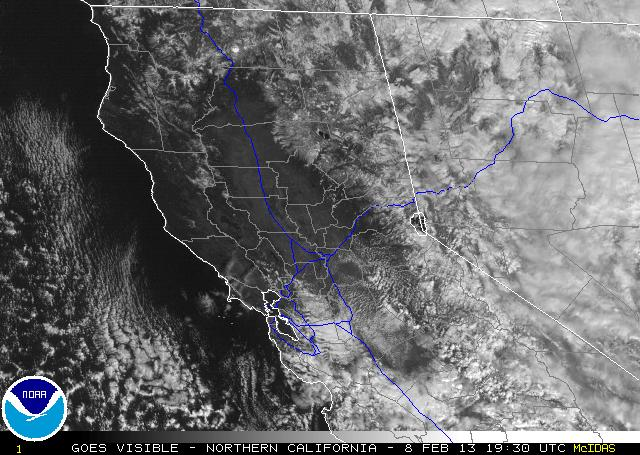
Відсутність хмар уздовж узбережжя (а також уздовж Центральної долини Каліфорнії) пояснюється вітром у відкритому морі, що дме сухішим повітрям із суходолу

Каліфорні́йська течія — холодна поверхнева течія в північній частині Тихого океану.
Рухається з півночі вздовж Каліфорнії як південна гілка Північно-Тихоокеанської течії, на півдні переходить у Північну Пасатну течію. Швидкість 1—2 км/год, ширина 550—650 км, температура води від 15 до 26 °C. Солоність на півночі 33—34 ‰.